# Rogério Teófilo
Rogério Auto Teófilo (Maceió, 27 de abril de 1957 — Maceió,  7 de agosto de 2020) foi um advogado, professor, administrador e político brasileiro filiado ao Partido da Social Democracia Brasileira (PSDB).

## Formação acadêmica
Rogério Teófilo formou-se no curso de Direito da Universidade Federal de Alagoas (UFAL) no ano de 1983. Anteriormente, formou-se em Administração pelo Centro Universitário Cesmac em 1981.
Chegou a ingressar nas cadeiras do curso de Psicologia no Instituto de Psicologia de Maceió, instituto vinculado a UFAL, mas abandonou o curso.

## Carreira política
No ano de 1991, foi eleito pela primeira vez Deputado estadual de Alagoas pelo Partido da Frente Liberal (PFL). Foi reeleito para o cargo duas vezes, em 1994 e 1998.
No ano de 2002, foi eleito para Deputado Federal por Alagoas com 64.899 votos. Nas eleições de 2006, foi reconduzido ao cargo após uma votação de 57.651 votos.
Em 2012, já pelo Partido da Social Democracia Brasileira (PSDB), concorreu a prefeitura de Arapiraca onde conquistou 40.363 votos, porém foi derrotado para Célia Rocha (PTB).
No ano de 2016, concorreu novamente ao cargo, onde venceu Ricardo Nezinho (PMDB) por uma diferença de apenas 259 votos.
Permaneceu no cargo de prefeito de Arapiraca até sua morte, que posteriormente veio a ser ocupado por sua Vice, Fabiana Pessoa (Republicanos).

## Morte
No ano de 2020, Rogério Teófilo foi internado em um hospital particular de Maceió. Ele apresentava um quadro de síndrome gripal, que evoluiu para uma pneumonia, onde o mesmo veio a falecer no dia 7 de agosto com suspeita de Covid-19.